# دژنراسیون کورتیکوبازال
دژنراسیون کورتیکوبازال یا انحطاط قشری-قاعده‌ای (CBD) یک بیماری تخریب کننده عصبی نادر است که قشر مغز و عقده‌های قاعده‌ای را درگیر می‌کند. علائم CBD معمولاً در افراد ۵۰ تا ۷۰ ساله شروع می‌شود و بقای معمول قبل از مرگ هشت سال است. این بیماری با اختلالات مشخص در حرکت و شناخت (توجه و حافظه) مشخص و به عنوان یکی از عنوان سندرم‌های پارکینسون پلاس طبقه‌بندی می‌شود. تشخیص بیماری مشکل است، زیرا علائم اغلب مشابه علائم سایر اختلالات مانند بیماری پارکینسون، فلج فوق هسته‌ای پیشرونده و زوال عقل با اجسام لویی بوده و تشخیص قطعی CBD تنها با معاینه نوروپاتولوژیک از طریق کالبدشکافی پس از مرگ قابل انجام است. با این حال تحقیقات برای کشف روش‌ها و معیارهای تشخیصی در حال پیشرفت و توسعه بوده و به‌کارگیری تصویربرداری عصبی امکان تشخیص احتمالی بیماری را فراهم کرده است.

## علائم و نشانه‌ها
از آنجایی که CBD، پیشرونده است، می‌توان از مجموعه استانداردی از معیارهای تشخیصی استفاده کرد که بر تکامل و وخیم تر شدن بیماری متمرکز است. از جمله ویژگی‌های اساسی مشکلات مربوط به پردازش قشر مغز و اختلال عملکرد عقده‌های قاعده‌ای که شروع ناگهانی و و آشکاری دارند، اشاره نمود. اختلالات روانشناختی و شناختی، اگرچه در CBD وجود دارد، اما شیوع بسیار کمتری داشته و به عنوان شاخص‌های رایج وجود بیماری شناخته نمی‌شود.
اگرچه دژنراسیون کورتیکوبازال علائم زیادی دارد، اما برخی از آنها بیشتر از بقیه نمود می‌کنند. در مطالعه‌ای بر روی ۱۴۷ بیمار مبتلا به CBD، مشخص شد که همه آنها حداقل یک علامت پارکینسون، ۹۵٪ دارای دو علامت و ۹۳٪ اختلالات درجه بالاتری داشتند (اختلالات شناختی مانند محاسبه، از دست دادن حس، زوال عقل، بی‌توجهی و غیره). در یک مطالعه جداگانه روی ۱۴ بیمار که ۳ سال پس از شروع علائم ثبت شد، تعداد زیادی از بیماران علائم حرکتی بالایی داشتند. ۷۱ درصد برادی‌کینزی (حرکات آهسته)، ۶۴ درصد آپراکسی، ۴۳ درصد دیستونی اندام‌ها را گزارش کردند و ۳۶ درصد زوال عقل داشتند. در مطالعه دیگری که روی ۳۶ نفر انجام شد، بیش از نیمی از آنها بازویی داشتند که قابل تحرک یا استفاده نبود و ۲۷ درصد از آنها مشکل راه رفتن داشتند. علائم مختلف این بیماری همبودی بسیاری با دیگر بیماری‌ها داشته و تشخیص CBD دشوار است.

### اختلالات حرکتی و مرتبط با قشر مغز
برخی از شایع‌ترین انواع علائم در افراد مبتلا به CBD مربوط به اختلالات حرکتی قابل شناسایی و مشکلات مربوط به پردازش قشر مغز است. این علائم نشانه‌های اولیه وجود بیماری هستند. هر یک از علائم حرکتی مرتبط، به‌طور معمول به صورت نامتقارن ظاهر و علائم به‌طور یکنواخت در سراسر بدن مشاهده نمی‌شود. برای مثال، فردی که در یک دست سندرم دست بیگانه نشان می‌دهد، به همان نسبت در دست دیگر علائم مشابهی را نشان نخواهد داد. اختلالات حرکتی غالب و اختلالات قشر مغز مرتبط با CBD عبارتند از:
- پارکینسونیسم
- سندرم دست بیگانه
- آپراکسی (آپراکسی ایدئوموتور و آپراکسی جنبشی اندام)
- آفازی (زبان‌پریشی)[۴]

#### پارکینسونیسم
وجود پارکینسونیسم به عنوان یک علامت بالینی CBD تا حد زیادی مسئول علائم و نشانه‌ها در ایجاد معیارهای تشخیصی منحصر به فرد برای این بیماری است. سایر بیماری‌هایی که پارکینسونیسم در آنها یک ویژگی تشخیصی جدایی‌ناپذیر است، بیماری پارکینسون (PD) و فلج فوق هسته‌ای پیشرونده (PSP) هستند. پارکینسونیسم در CBD تا حد زیادی در اندام‌هایی مانند بازو وجود دارد و همیشه نامتقارن است. احتمال می‌رود که بازوی غیر غالب بیشتر درگیر پارکینسونیسم می‌شود. اختلالات حرکتی رایج مرتبط با پارکینسونیسم عبارتند از برادی‌کینزی و اختلال راه رفتن و سفتی اندام حرکتی، معمول‌ترین علائم پارکینسونیسم در CBD را تشکیل می‌دهند. علیرغم اینکه این سفتی نسبتاً نامشخص است، می‌تواند منجر به اختلال در راه رفتن و حرکات مرتبط شود. برادی‌کینزی در CBD زمانی اتفاق می‌افتد که کاهش قابل توجهی در انجام برخی حرکات در اندام‌ها وجود داشته باشد. در یک مطالعه مرتبط، مشخص شد که سه سال پس از اولین تشخیص، ۷۱٪ از افراد مبتلا به CBD وجود برادی‌کینزی را نشان می‌دهند.

#### سندرم دست بیگانه
بررسی‌ها نشان داده شده‌اند که سندرم دست بیگانه در حدود ۶۰ درصد از افرادی که مبتلا به CBD هستند شایع است. این اختلال شامل ناتوانی فرد در کنترل حرکات دست خود و ناشی از احساس «بیگانه» بودن اندام است. حرکات اندام بیگانه واکنشی به محرک‌های خارجی است و به صورت پراکنده یا بدون تحریک رخ نمی‌دهد. وجود یک اندام بیگانه در CBD ظاهر مشخصی دارد و طی آزمایشی دارای «میگهن لمسی» تشخیص داده می‌شود. میگهن (کلمه‌ای آلمانی، به معنای «با هم رفتن») نشانه‌ای نسبتاً مختص CBD است و شامل دنبال کردن فعال دست آزمایشگر توسط دست آزمودنی زمانی که هر دو دست در تماس مستقیم با یکدیگر هستند، گفته می‌شود. شکل نادر دیگری نیز از سندرم دست بیگانه در CBD مشاهده شده است که در آن دست فرد به محرک‌های خارجی پاسخ اجتنابی نشان می‌دهد (مثلا با لمس می‌جهد). علاوه بر این، اختلال حسی، که از طریق بی‌حسی اندام یا احساس سوزن سوزن آشکار می‌شود، ممکن است همزمان با سندرم دست بیگانه نیز ایجاد شود، زیرا هر دو علامت، نشان دهنده اختلال عملکرد قشر مغز هستند. مانند بسیاری از اختلالات حرکتی، سندرم دست بیگانه نیز در افرادی که با CBD تشخیص داده شده‌اند، به صورت نامتقارن ظاهر می‌شود.

#### آپراکسی
آپراکسی ایدئوموتور (IMA)، اگرچه به وضوح در CBD وجود دارد، اغلب به دلیل وجود برادی‌کینزی و سفتی بیش از اندازه در افرادی که این اختلالات را نشان می‌دهند، به‌طور غیر معمول ظاهر می‌شود. علامت IMA در CBD با ناتوانی در تکرار یا تقلید حرکات خاص مشخص می‌شود. این شکل از IMA علاوه بر آنکه در دست‌ها و بازوها وجود دارد می‌تواند در اندام‌های تحتانی مانند پا باعث ایجاد مشکلاتی در راه رفتن شود. کسانی که CBD دارند و علائم IMA را نیز از خود نشان می‌دهند می‌توانند در شروع راه رفتن مشکل داشته باشند، زیرا احساس می‌کنند که پایشان بر روی زمین ثابت شده است. این مسئله می‌تواند باعث لغزش و مشکلات در اختلال تعادل شود. IMA با بدتر شدن قشر پیش حرکتی، نواحی پیوند جداری، مجاری ماده سفید متصل، تالاموس و عقده‌های قاعده‌ای همراه است. برخی از افراد مبتلا به CBD آپراکسی جنبشی اندام را نشان می‌دهند که شامل اختلال در عملکرد حرکات ظریف حرکتی است که اغلب توسط دست‌ها و انگشتان انجام می‌شود.

#### زبان‌پریشی
آفازی در CBD از طریق ناتوانی در صحبت کردن یا مشکل در شروع گفتگو آشکار می‌شود و در زیرگروه علائم غیر روانی این اختلال قرار می‌گیرد. اشکال در سخن گفتن در مواردی ناشی از اختلالات گفتاری مانند دیزآرتری است و نوعی زبان‌پریشی واقعی در نظر گرفته نمی‌شود، زیرا آفازی به تغییر در عملکرد زبان، مانند مشکل در بازیابی کلمات یا کنار هم قرار دادن کلمات برای تشکیل جملات معنی دار مربوط است. اختلالات گفتار یا زبان در CBD منجر به الگوهای گفتاری منقطع و حذف کلمات می‌شود. افراد مبتلا به این علامت CBD اغلب با پیشرفت بیماری توانایی صحبت کردن را از دست می‌دهند.

### اختلالات روانی و شناختی
مشکلات روانی مرتبط با CBD اغلب به دلیل علائم ناتوان کننده بیماری ظاهر می‌شود. شرایط روانی و شناختی برجسته ای که در افراد مبتلا به CBD دیده شده می‌شود شامل زوال عقل، افسردگی و تحریک‌پذیری است. زوال عقل یک ویژگی کلیدی را تشکیل می‌دهد که گاهی منجر به تشخیص اشتباه CBD به عنوان یک اختلال شناختی دیگر مانند بیماری آلزایمر (AD) می‌شود. زوال عقل فرونتومپورال نیز می‌تواند در این CBD یک ویژگی اولیه به حساب آید.

## ویژگی‌های مولکولی
یافته‌های آسیب‌شناختی عصبی مرتبط با CBD شامل وجود ناهنجاری‌های آستروسیتی در مغز و تجمع نامناسب پروتئین تاو (به عنوان تائوپاتی شناخته می‌شود) است.

### تجمع آستروگلیال
بررسی بافت‌شناختی مغز پس از مرگ افراد مبتلا به CBD، ویژگی‌های منحصر به فردی را نشان می‌دهد که آستروسیت‌ها در مناطق مختلفی تحت تأثیر قرار داده است. روش معمولی که در شناسایی این ضایعات گلیال‌های ستاره ای استفاده می‌شود، روش رنگ آمیزی گالیاس-براک است. این فرایند شامل قرار دادن نمونه‌های بافت در معرض ماده رنگ‌آمیزی نقره است که نشان‌دهنده ناهنجاری‌های پروتئین تاو و آستروگلیال است. اجزای آستروگلیال در CBD به‌عنوان پلاک‌های آستروسیتی و به صورت حلقه‌ای از اجزای تار مانند آستروسیت ظاهر می‌شوند. یک مطالعه اخیر نشان داد که تراکم بالایی از پلاک‌های آستروسیتی در قسمت قدامی لوب پیشانی و در ناحیه پیش حرکتی قشر مغز در این بیماری دیده می‌شود.

### تائوپاتی
پروتئین تاو یک پروتئین مهم مرتبط با میکروتوبول (MAP) است و به‌طور معمول در آکسون‌های نورونئها یافت می‌شود. با این حال، عملکرد نادرست سنتز پروتئین می‌تواند منجر به بیان غیرطبیعی و سطح بالای این تاو در آستروسیت‌ها و سلول‌های گلیال شود. در نتیجه، این واقعه اغلب مسئول پلاک‌های آستروسیتی بوده که به‌طور برجسته در بررسی‌های بافت‌شناسی CBD مشاهده شده است. اگرچه اطمینان وجود دارد که این پروتئین نقش مهمی در بیماری‌های عصبی مانند CBD ایفا می‌کنند، تأثیر دقیق آنها همچنان یک موضوع ناشناخته باقی مانده است.
در سال‌های اخیر دژنراسیون کورتیکوبازال به عنوان یک تائوپاتی شناخته می‌شود. دانشمندان معتقد اند که رایج‌ترین شاخص CBD وجود پروتئین تاو غیرطبیعی است. پروتئین‌های تاو در پایدار نگه داشتن میکروتوبول‌ها ضروری هستند. سلول‌های معیوب چهار تکرار اتصال میکروتوبولی را با افزایش میل ترکیبی در اتصال با میکروتوبول‌ها ایجاد می‌کنند. به دلیل افزایش میل ترکیبی، این پروتئین‌ها الیاف نامحلول را تشکیل می‌دهند (همچنین به آنها «رشته‌های مارپیچ جفت» نیز می‌گویند). میکروتوبول‌ها، سلول و ساختار اسکلت سلولی را ثابت نگه می‌دارند؛ بنابراین، هنگامی که پروتئین‌های تاو پیکربندی‌های غیرطبیعی ایجاد می‌کنند، میکروتوبول‌ها ناپایدار شده و مرگ سلولی را رقم می‌زنند.

## تشخیص
معیارهای تشخیصی جدیدی که به عنوان معیارهای آرمسترانگ شناخته می‌شوند در سال ۲۰۱۳ پیشنهاد شدند، اگرچه دقت آنها محدود بوده و تحقیقات بیشتری مورد نیاز است. یافته‌های اخیر در آسیب‌شناسی بالینی، تشخیص CBD از پارکینسون و افزایش دقت تشخیص را با استفاده از پیشرفت‌های MRI و پزشکی هسته‌ای ممکن کرده است.

### معیارها
- شروع بدون علامت و پیشرفت تدریجی
- علائم بیماری بیش از یک سال یا بیشتر به طول انجامد
- با یکی از چهار زیر علائم:
  - CBS احتمالی
  - FBS یا NAV
  - PSPS به علاوه حداقل یک ویژگی CBS غیر از سفتی اندام یا آکینزی
- معیار عمومی (همبود با دیگر بیماری‌ها) وجود نداشته باشد
- اگر شروع بعد از ۵۰ سالگی باشد احتمال ابتلای بیشتری وجود دارد
- در صورت نداشتن سابقه خانوادگی احتمال ابتلای بیشتری وجود دارد (۲ یا بیشتر از بستگان)[۲۳]

این معیارهای تنها معیارهای احتمالی پیشنهاد شده برای تحقیقات و تشخیص بالینی هستند.
زیرگروه احتمالی سندرم کورتیکوبازال
علائم ممکن است متقارن یا نامتقارن و یک یا چند موارد زیر باشد:
1. سفتی اندام یا آکینزی
2. دیستونی اندام
3. میوکلونوس اندام به اضافه یکی از موارد زیر
4. آپراکسی اوروباکال یا اندام
5. نقص حسی قشر مغز
6. پدیده‌های اندام بیگانه (بیش از معلق شدن ساده)

معیارهایی که وزن بیشتری دارند (احتمالاً CBS پراکنده):
- حرکات نامتقارن
- بیماری بعد از ۵۰ سالگی شروع شود
- سابقه خانوادگی وجود نداشته باشد (۲ یا بیشتر از بستگان)
- عدم وجود جهش ژنتیکی بر ژن T (به عنوان مثال MAPT)
- به علاوه دو علائم از موارد زیر:[۲۳]

1. سفتی اندام یا آکینزی
2. دیستونی اندام
3. میوکلونوس اندام

- به علاوه دو معیار از موارد زیر:

1. آپراکسی اوروباکال یا اندام،
2. نقص حسی-قشری مغز
3. پدیده‌های اندام بیگانه

زیرگروه سندرم رفتاری-فضایی پیشانی
دو مورد از موارد زیر:
1. اختلال در عملکرد اجرایی
2. تغییرات رفتاری یا شخصیتی
3. اختلال در عملکرد دیداری فضایی

NAV زیرگروه زبان‌پریشی پیشرونده اولیه
گفتار سخت و دستور زبان نادرست به اضافه حداقل یکی از موارد زیر:
1. اختلال در درک گرامر/جمله با درک نسبتاً حفظ تک کلمه
2. تولید گفتار تحریف شده هنگام درخواست برای تکرار یک عبارت (آپراکسی گفتار)

زیرگروه سندرم فلج فوق هسته ای پیشرونده
سه مورد از موارد زیر:
1. سفتی محوری یا متقارن اندام یا آکینزی
2. بی‌ثباتی وضعیتی یا افتادن
3. بی‌اختیاری ادرار
4. تغییرات رفتاری
5. فلج هسته ای یا کاهش سرعت ساکاد عمودی

معیارهای عمومی
این موارد برای همه انواع CBD اعمال می‌شود.
- شواهد بیماری مرتبط با اجسام لویی
- آتروفی سیستم چندگانه
- بیماری آلزایمر
- اسکلروز جانبی آمیوتروفیک
- آفازی پیشرونده اولیه نوع معنایی یا لوگوپنیک
- ضایعات ساختاری نشان دهنده آسیب مغزی است
- جهش گرانولین یا کاهش سطح پروگرانولین پلاسما
- TDP-43 یا ذوب شده در جهش‌های سارکوم (FUS)[۲۳]

### نشانه‌های بالینی و کالبدشکافی پس‌از مرگ
یکی از مهم‌ترین مشکلات مرتبط با CBD، ناتوانی در انجام تشخیص قطعی بیماری بوده زیرا معتبرترین تشخیص این بیماری کالبدشکافی پس از مرگ است. تشخیص بالینی CBD بر اساس معیارهای تشخیصیِ مشخصی انجام می‌شود که عمدتاً بر علائم مرتبط با بیماری تمرکز دارند. با این حال تشخیص پزشکی اغلب با مشکلاتی روبه‌رو است و علائم با بسیاری از بیماری‌های زوال‌دهنده عصبی دیگر همپوشانی دارند. تشخیص افتراقی برای CBD اهمیت زیادی دارد و نیاز است بر اساس علائم خاصی که با دیگر بیماری‌ها همپوشانی ندارند، انجام بگیرد. با این حال، برخی از علائم CBD مورد استفاده در این فرایند برای بیماری نادر هستند و بنابراین همیشه نمی‌توان برای تشخیص افتراقی از آنها استفاده کرد.
تشخیص پس از مرگ تنها نشانه قطعی وجود CBD را ارائه می‌دهد. اکثر این تشخیص‌ها از روش رنگ‌آمیزی گالیاس-براک استفاده می‌کنند که در شناسایی وجود انکلوزیون‌های گلیال‌های ستاره ای و تائوپاتی تصادفی مؤثر است.

### همپوشانی با سایر بیماری‌ها
فلج فوق هسته ای پیشرونده (PSP) بیماری است که اغلب با CBD اشتباه گرفته می‌شود. هر دو منجر به علائم مشابه می‌شوند و پس از بررسی بافتی، تائوپاتی را نشان می‌دهند. با این حال، بررسی‌ها نشان داده که تائوپاتی در PSP برخلاف پلاک‌های آستروسیتی حلقه‌ای شکل که در نتیجه CBD یافت می‌شود، منجر به ایجاد آستروسیت‌های تافتی شکل می‌شود.
افرادی که مبتلا به PD تشخیص داده می‌شوند، اغلب اختلالات حرکتی مشابهی با افراد مبتلا به CBD نشان می‌دهند، که تشخیص افتراقی آن را پیچیده می‌کند. برخی دیگر از بیماری‌های تخریب‌کننده عصبی از جمله بیماری آلزایمر (AD)، زوال عقل با اجسام لویی (DLB)، انسفالوپاتی تروماتیک مزمن (CTE) و زوال عقل فرونتومپورال (FTD) نیز اشتراکاتی را با CBD نشان می‌دهند.

### تصویربرداری عصبی
انواع تکنیک‌های تصویربرداری عصبی که بیشتر در هنگام مطالعه یا تشخیص CBD مورد استفاده قرار می‌گیرند عبارتند از:
- تصویربرداری رزونانس مغناطیسی (MRI)
- توموگرافی کامپیوتری گسیل تک فوتون (SPECT)
- توموگرافی انتشار پوزیترون فلورودوپا (FDOPA PET)

با وخیم‌تر شدن و پیشرفت بیماری تکنیک‌های تصویربرداری امکان تشخیص محتمل‌تر بالینی قبل از مرگ را در فراهم می‌کند. با این حال، با وجود مزایای این روش‌ها، در مراحل اولیه بیماری هیچ بی‌نظمی و نشانه‌ای وجود ندارد که بتوان به کمک MRI و SPECT در ابتدای پیشرفت CBD و بیماری عصبی آن را متوجه شد. FDOPA PET نیز برای مطالعه اثربخشی مسیر دوپامین استفاده می‌شود.
علیرغم تشخیص بدون اشکال آتروفی قشر مغز (که از طریق MRI و SPECT تعیین می‌شود) در افرادی که علائم CBD را تجربه می‌کنند، این یک شاخص انحصاری برای این بیماری نیست؛ بنابراین، استفاده از این عامل در تشخیص CBD باید تنها در ترکیب با سایر اختلالات بالینی موجود استفاده شود.

#### ام‌آرآی
تصاویر MRI در نمایش بخش‌های تحلیل رفته در بخش‌های عصبی آناتومیک در مغز مفید هستند. به ویژه در شناسایی مناطقی در نواحی مختلف مغز که به دلیل عوارض مرتبط با CBD تحت زوال و تخریب قرار گرفته‌اند. به‌طور خاص، MRI آتروفی قشر جداری و پیشانی خلفی را با نابرابر بودن اندازه شان در دو نیم‌کره نشان می‌دهد. علاوه بر این، آتروفی در جسم پینه‌ای نیز مشاهده شده است.
MRI عملکردی (fMRI) برای ارزیابی الگوهای فعال سازی در مناطق مختلف مغز افراد مبتلا به CBD استفاده می‌شود. پس از انجام وظایف ساده حرکتی توسط انگشت، افراد مبتلا به CBD سطوح پایین‌تری از فعالیت در قشر جداری، قشر حسی حرکتی و قشر حرکتی مکمل را نسبت به افراد مورد آزمایش در گروه کنترل نشان دادند.

#### SPECT
مطالعات SPECT روی افراد مبتلا به CBD شامل تجزیه و تحلیل پرفیوژن در سراسر بخش‌های مغز است. ارزیابی SPECT از طریق مشاهده پرفیوژن شامل نظارت بر انتشار خون در مکان‌های مختلف در بافت یا نواحی مغز صورت می‌گیرد و برای تشخیص CBD، مربوط به نواحی موضعی در مغز است. بافت را می‌توان به عنوان تجربه پرفیوژن بیش از حد، کم پرفیوژن، هیپوپرفیوژن یا هیپرفیوژن مشخص کرد. پرفیوژن بیش از حد و کم پرفیوژنی در مقایسه با سطوح پرفیوژن کلی در کل بدن مربوط می‌شود، در حالی که هیپوپرفیوژن و پرفیوژن در مقایسه با نیازهای جریان خون بافت مورد نظر محاسبه می‌گردد. به‌طور کلی، اندازه‌گیری‌های انجام شده برای CBD با استفاده از SPECT به عنوان جریان خون مغزی منطقه‌ای (rCBF) نامیده می‌شود.
به‌طور کلی، SPECT هیپوپرفیوژن را در هر دو ناحیه خلفی لوب فرونتال و جداری نشان می‌دهد. همان‌طور که در تصاویر جمع‌آوری شده از طریق MRI، تصاویر SPECT نشان دهنده عدم تقارن در ارائه ناهنجاری‌ها در سراسر مغز بود، مطالعات اضافی وجود ناهنجاری‌های پرفیوژن را در تالاموس، قشر تمپورال، عقده‌های قاعده‌ای و پانتو مخچه (از پونز تا مخچه) در مغز افراد نشان داده‌اند.

#### FDOPA PET
تحقیقات نشان داده است که یکپارچگی سیستم دوپامین در جسم مخطط می‌تواند به عنوان اثر آسیبی CBD در نظر گرفته شود. مطالعات فعلی استفاده از اسکن FDOPA PET به عنوان یک روش ممکن برای شناسایی CBD بر تجزیه و تحلیل کارایی نورون‌های موجود در جسم مخطط متمرکز شده‌اند که از انتقال‌دهنده عصبی دوپامین استفاده می‌کنند. این مطالعات به این نتیجه رسیده‌اند که به‌طور کلی، جذب دوپامین در هسته دم‌دار و پوتامن در معز افراد مبتلا به این بیماری کاهش یافته است. این ویژگی همچنین دارای پتانسیل مفیدی برای تشخیص CBD از پارکینسون است، زیرا افرادی که مبتلا به PD تشخیص داده شده‌اند نسبت به افراد مبتلا به CBD احتمال بیشتری برای جذب دوپامین کمتری دارند.
سایر آزمایش‌ها یا روش‌های بالینی که حضور دوپامین را در مغز کنترل می‌کنند (β-CIT SPECT و IBZM SPECT) یافته‌های مشابهی را نشان داده‌اند. β-CIT به عنوان یک شاخص برای نورون‌های دوپامینرژیک پیش‌سیناپسی عمل می‌کند، در حالی که IBZM یک ردیاب است که میل جذب دوپامین در نورون‌های پس سیناپسی از همان نوع را نشان می‌دهد. علیرغم سودمندی سایر مطالعات تصویربرداری، این دو روش SPECT به دلیل دقت بهتر در سایر روش‌های تصویربرداری مورد استفاده قرار می‌گیرند. با این حال، β-CIT SPECT ثابت کرده که در تشخیص CBD از PSP و آتروفی سیستم چندگانه (MSA) مفید است.

## سندرم کورتیکوبازال
تمام اختلالات مرتبط با CBD را می‌توان اغلب به دسته‌ای از علائم که با بیماری CBD یکسان اند طبقه‌بندی کرد. این علائم که به تشخیص بالینی کمک می‌کنند، در مجموع به عنوان سندرم کورتیکوبازال (CBS) یا سندرم دژنراسیون کورتیکوبازال (CBDS) نامیده می‌شوند. بیماری آلزایمر، بیماری پیک، FTDP-17 و فلج فوق هسته ای پیشرونده نشانگان کورتیکوبازال را شامل می‌شوند. پیشنهاد شده است که نامگذاری دژنراسیون کورتیکوبازال فقط برای نامگذاری بیماری پس از تأیید آن از طریق تجزیه و تحلیل پس از مرگ از آسیب‌شناسی عصبی مورد استفاده قرار گیرد. بیماران CBS با دژنراسیون گیجگاهی-پاریتال با احتمال بیشتری به آسیب‌شناسی AD در مقایسه با دژنراسیون لوبار فرونتومپورال مبتلا هستند.

## مدیریت بیماری
از آنجایی که علت دقیق CBD ناشناخته است، هیچ درمان رسمی برای این بیماری وجود ندارد. در عوض، درمان‌ها بر به حداقل رساندن علائم یا آسیب‌های ناشی از علائم تمرکز دارند. ساده‌ترین علامت قابل مدیریت CBD، پارکینسونیسم است که معمولاً با داروهای دوپامینرژیک درمان می‌شود. با این حال، معمولاً فقط بهبود متوسطی وجود دارد و رهایی از علائم طولانی مدت ممکن نیست. علاوه بر این، درمان‌های تسکینی، از جمله استفاده از ویلچر، گفتاردرمانی، و اصلاح رژیم غذایی، اغلب برای کاهش بسیاری از علائمی که با دارو بهبود نمی‌یابند، استفاده می‌شود.
بسیاری از درمان‌ها میزان موفقیت پایینی دارند یا به‌طور کامل آزمایش یا به‌طور عمومی تولید نشده‌اند. به عنوان مثال، در رابطه با جنبه ناتوانی حرکتی، CBD مقاومت بالایی در برابر درمان‌هایی برای بهبود مصرف دوپامین مانند لوودوپا دارد. تعدادی از مطالعات هیچ سطح واقعی از بهبود را بر اساس داروهای مشابه/آگونیست‌های دوپامین گزارش نکرده‌اند. به دلیل سطوح بازداری مغز، برخی از داروها بر ایجاد مهاری متمرکز شده‌اند که این اثر را خنثی می‌کند. درمان اخلالات شناختی CBD نیز دشوار بوده، زیرا اثرات بسیاری از درمان‌ها برای شرایط ناشی از آن مانند زوال عقل، آفازی، بی‌توجهی و آپراکسی به خوبی شناخته نشده است.

## پیش‌آگهی
پیش‌آگهی برای فردی که مبتلا به CBD تشخیص داده شده، مرگ در عرض تقریباً هشت سال پس از تشخیص است. با این جال برخی از بیماران بیشتر از هشت سال عمر نموده و در وضعیت سلامتی نسبتاً مطلوبی با ناتوانی‌ها جدی مانند دیسفاژی و سفتی کلی اندام را تجربه می‌کنند. استفاده جزئی (یا کلی) از لوله تغذیه ممکن است ضروری باشد و به جلوگیری از آسپیراسیون ریوی، یکی از علل اصلی مرگ در CBD، کمک کند. بی‌اختیاری ادرار در افراد مبتلا شایع است، زیرا بیماران اغلب نمی‌توانند نیاز خود را دستشویی رفتن ابراز کنند، زیرا در بسیاری از این افراد ناتوانی در تکلم وجود دارد؛ بنابراین رعایت بهداشت مناسب برای پیشگیری از عفونت ادراری الزامی است.

## همه‌گیرشناسی
علائم بالینی CBD معمولاً تا سن ۶۰ سالگی رخ نمی‌دهد، پایین‌ترین سن فرد دارای علائم اولیه تشخیص که با تأیید پس از مرگ مبتلا تشخیص داده شده ۲۸ سالگی بوده است. اگرچه مردان و زنان هر دو مبتلا به این بیماری می‌شوند، برخی از تجزیه و تحلیل‌ها، شیوع اندکی بیشتر CBD را در زنان نشان داده است. محاسبات فعلی نشان می‌دهد که شیوع CBD تقریباً ۴٫۹ تا ۷٫۳ در هر ۱۰۰۰۰۰ نفر است. تحقیقات CBD به دلیل نادر بودن بیماری و فقدان معیارهای تحقیقاتی به صورت محدودی اندازه‌گیری می‌شود. تخمین‌ها نشان می‌دهند ۰٫۶–۰٫۹ در هر ۱۰۰۰۰۰ در سال تحت تأثیر این بیماری قرار می‌گیرند.
تخمین زده می‌شود که فلج فوق هسته ای پیشرونده (PSP) بدون CBD ده برابر شایع تر از دژنراسیون کورتیکوبازال باشد. CBD تقریباً در ۴–۶٪ از بیماران مبتلا به پارکینسون دیده می‌شود. میانگین سن شروع بیماری حدود ۶۴ سال است و جوانترین شروع تأیید شده در سن ۴۳ سالگی است.

## تاریخچه
سندرم کورتیکوبازال برای اولین بار در سال ۱۹۶۷ شناسایی شد، زمانی که ربیز کلودنی و ریچاردسون جی‌آر سه فرد مبتلا به سندرم آکنتیک-سفتی نامتقارن پیشرونده همراه با آپراکسی را توصیف کردند و آن را دژنراسیون کورتیکودنتونیگرال با آکرومازی عصبی نامیدند. این وضعیت تا سال ۱۹۸۹ بیشتر فراموش شده بود، زمانی که مارسدن و همکاران برای توصیف بیماران دیگری از نام دژنراسیون کورتیکوبازال استفاده کرد. در سال ۱۹۸۹ گیب و همکارانش توضیحات بالینی و پاتولوژیک مفصلی را در سه مورد دیگر ارائه کردند که نام دژنراسیون کورتیکوبازال را برگزیدند، پس از آن نام‌های مختلف دیگری شامل «دژنراسیون کورتیکونیگرال همراه با آکرومازی هسته‌ای» و «دژنراسیون گانگلیونی پایه قشر مغز» نیز برای آن به‌کار رفت. اگرچه علت اصلی CBD ناشناخته است، این بیماری در نتیجه آسیب به عقده‌های قاعده‌ای رخ می‌دهد که به‌طور خاص با انحطاط عصبی یا رنگدانه (از دست دادن ملانین در یک نورون) در جسم سیاه مشخص می‌شود. ویژگی‌های عصبی متمایز دیگر افرادی که با CBD تشخیص داده شده‌اند، شامل آتروفی نامتقارن نواحی قشر لوب پیشانی و جداری مغز است. مطالعات پس از مرگ بیماران مبتلا به CBD نشان می‌دهد که ویژگی‌های بافت‌شناسی اغلب شامل بالون شدن نورون‌ها، گلیوز و تائوپاتی است. بسیاری از پیشرفت‌ها و تحقیقات پیشگامی که در مورد CBD در چند دهه اخیر انجام شده و به شناخت بیشتر بیماری کمک کرده است.
دفتر بیماری‌های نادر در ایالات متحده اولین معیارها را در سال ۲۰۰۲ ایجاد کرد و معیارهای تشخیصی بالینی آرمسترانگ در سال ۲۰۱۳ ایجاد شد.

## جامعه و فرهنگ
«مسیر نمک» نوشته «رینور وین» روایتی الهام‌بخش از پیاده‌روی ۶۳۰ مایلی مسیر ساحلی جنوب غربی انگلستان با همسرش که دچار دژنراسیون کورتیکوبازال بود، است.

### کتابشناسی
- Boeve BF (2011). "The multiple phenotypes of corticobasal syndrome and corticobasal degeneration: Implications for further study". Journal of Molecular Neuroscience. 45 (3): 350–3. doi:10.1007/s12031-011-9624-1. PMID 21853287. S2CID 30307394.
- Goode BL, Chau M, Denis PE, Feinstein SC (2000). "Structural and Functional Differences between 3-Repeat and 4-Repeat Tau Isoforms". Journal of Biological Chemistry. 275 (49): 38182–38189. doi:10.1074/jbc.m007489200. PMID 10984497. S2CID 30896096.
- Mahapatra RK, Edwards MJ, Schott JM, Bhatia KP (2004). "Corticobasal degeneration". The Lancet Neurology. 3 (12): 736–43. doi:10.1016/s1474-4422(04)00936-6. PMID 15556806. S2CID 15324889. ProQuest 201513368.
- Avila J (1992). "Microtubule functions". Life Sci. 50 (5): 327–334. doi:10.1016/0024-3205(92)90433-p. PMID 1732704.